# Acanthasargus inflatus
Acanthasargus inflatus är en tvåvingeart som beskrevs av James 1950. Acanthasargus inflatus ingår i släktet Acanthasargus och familjen vapenflugor.
Artens utbredningsområde är Nya Kaledonien. Inga underarter finns listade i Catalogue of Life.